# محمد حمدی عثمان
محمد حمدی عثمان (انگلیسی: Mohamed Hamdi Osman؛ زادهٔ ۱۷ ژوئن ۱۹۵۴) بازیکن بسکتبال اهل مصر بود.